# Operación K
La Operación K (K作戦?) fue una operación aeronaval japonesa llevada a cabo durante la Segunda Guerra Mundial, cuyo objetivo era el reconocimiento aéreo de Pearl Harbor y la interrupción de las operaciones de rescate y reparación iniciadas tras el ataque sorpresa del 7 de diciembre de 1941. Tuvo lugar el 4 de marzo de 1942, con un bombardeo infructuoso llevado a cabo por dos hidroaviones pesados Kawanishi H8K. Esta fue la misión en que se recorrió la mayor distancia durante una misión de bombardeo en todo el conflicto mundial.

## Planificación
Los planes para llevar a cabo la operación se iniciaron en las semanas posteriores al ataque a Pearl Harbor, cuando el Alto Mando de la Armada Imperial Japonesa consideraba de qué modo podían aprovechar las capacidades de las hidrocanoas de largo alcance H8K. Planes para bombardear  California y Texas fueron tenidos en consideración, pero cuando se necesitó información actualizada acerca de las reparaciones llevadas a cabo en las instalaciones de Pearl Harbor, esta ubicación tuvo preferencia. Un análisis de las reparaciones en los muelles, astilleros y campos aéreos en Oahu ayudaría al personal de la Armada Imperial a determinar la capacidad estadounidense de proyectar su poder militar en los meses siguientes.
En el proyecto inicial se debían emplear cinco H8K, que volarían hasta el atolón de French Frigate Shoals, donde repostarían combustible desde submarinos para volar finalmente hasta Oahu. Si la incursión tenía éxito, nuevas misiones serían llevadas a cabo.
En una repetición de los hechos previos al ataque del 7 de diciembre, comunicaciones japonesas fueron descifradas y se descubrió el objetivo de la misión, incluyendo el repostaje, pero esta información no fue tenida en cuenta.

## Ejecución
Cuando se inició la operación, tan sólo dos H8K estaban disponibles. El teniente Hisao Hashizume, piloto de uno de los hidroaviones, estaba al mando de la misión, mientras que el alférez Shosuke Sasao pilotaba el otro aparato. Fueron enviados al atolón de Wotje, en las Islas Marshall, donde cada aparato fue cargado con cuatro bombas de 250 kg. Desde ahí, volaron 1900 millas hasta French Frigate Shoals para repostar, y emprendieron la última etapa hasta su destino en Oahu, distante 560 millas. Además de su misión de reconocimiento, su objetivo era bombardear el muelle "Ten-Ten" (llamado así por su longitud de 1.010 pies) en la base naval de Pearl Harbor para detener los trabajos de rescate y reparación. 

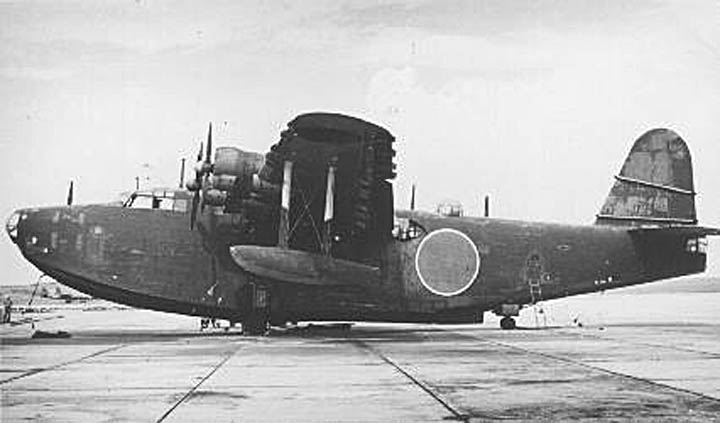
Hidrocanoa Kawanishi H8K2 como las empleadas en la Operación K.

Sin embargo, una serie de problemas y errores ocurrieron por ambas partes. El I-23, un submarino japonés del Tipo B1, debía patrullar al sur de Oahu para facilitar información meteorológica y rescatar a las tripulaciones de los hidroaviones que iban a llevar a cabo el ataque en caso de que fuesen derribados, pero desapareció sin dejar rastro tras el 14 de febrero.
Las estaciones de radar estadounidenses de Kauai y posteriormente Oahu, detectaron a los dos hidroaviones a medida que se aproximaban, iniciando una búsqueda por cazas P-40 Warhawk. Hidroaviones PBY Catalina fueron enviados para localizar portaaviones japoneses, que se suponía habían lanzado a los aparatos incursores. Las espesas formaciones nubosas impidieron a los defensores localizar a los aparatos japoneses, que volaban a una altitud de casi 4.600 metros.
Las mismas nubes confundieron también a los pilotos japoneses. Empleando un faro en Kaena Point como referencia, Hashizume decidió atacar desde el norte. Sasao no escuchó la orden de Hashizume y viró para bordear la costa meridional de Oahu.
Hashizume, tras perder de vista a su punto, y con sólo retazos de tierra visibles entre las nubes, lanzó sus cuatro bombas en la ladera del monte Tantalus, un volcán apagado al norte de Honolulu, entre las 2 y las 2:15 de la madrugada, hora local, siendo incapaz de ver Pearl Harbor debido a los apagones selectivos para evitar ataques aéreos. Las bombas de Hashizume estallaron a unos 300 metros de un instituto, creando cráteres de entre 2 y 3 metros de profundidad, con un diámetro de entre 6 y 9 metros. El daño se limitó a la rotura de los cristales de varias ventanas. Tras otra infructuosa búsqueda, las bombas de Sasao fueron lanzadas en el mar, frente a Waianae o Pearl Harbor. Ambos hidroaviones volaron al suroeste en dirección al atolón de Jaluit, también en las Islas Marshall.

## Consecuencias
No hubo bajas en ningún bando, aunque la incursión aumentó los temores de una posible invasión japonesa de Hawái.
Medios de comunicación japoneses citaron un supuesto informe radial de una emisora de Los Ángeles que hablaba de considerables daños en Pearl Harbor, con 30 muertos y 70 heridos entre personal civil y militar. El Ejército y la Armada de los Estados Unidos se acusaron mutuamente de lanzar las bombas que cayeron en el monte Tantalus.
Otra misión de reconocimiento estaba prevista para el 6 o el 7 de marzo, pero fue cancelada debido al retraso en llevar a cabo la primera incursión, daños en el H8K de Hashizume y el agotamiento de la tripulación.
La siguiente misión se trasladó al 30 de mayo, pero el almirante Chester Nimitz hizo patrullar French Frigate Shoals para impedir que el atolón fuese empleado como punto de encuentro. Un submarino japonés observó a dos buques de guerra estadounidenses anclados allí, cuando dos días más tarde hidroaviones japoneses debían amerizar exactamente en esa posición, lo que conllevó la cancelación del plan.
Un efecto colateral al incremento de patrullas fue la imposibilidad para los japoneses de espiar la actividad naval estadounidense, y por tanto la de sus portaaviones. Una nueva línea de submarinos japoneses fueron desplegados con este objetivo el 3 de junio, pero la flota estadounidense ya había dejado Pearl Harbor rumbo a la batalla de Midway.